# Cosme (futbolista)
José Sirvent Bas, más conocido como Cosme (San Vicente del Raspeig, provincia de Alicante, España, 31 de agosto de 1927 - Alicante, 15 de abril de 2011), fue un futbolista español. Jugó de guardameta en Primera División de España con el Real Madrid Club de Fútbol y la Cultural y Deportiva Leonesa en los años 1950.

## Trayectoria
Cosme se inició en equipos como el Gimnástica, Atlético Alicante, Marina o Celta Bos Repós en el histórico torneo alicantino Copa San Pedro. Jugó en el Alicante, y en la temporada 1944/45 fichó por el Elche con el que jugó en Tercera división. Al finalizar la temporada se marchó al Yeclano, y tras una temporada en Yecla fichó por el Hércules Club de Fútbol. En el equipo herculano permaneció seis temporadas todas ellas en Segunda división. En la temporada 1947/48 fue víctima del acierto del goleador Pedro Bazán, que le endosó 9 goles en el encuentro Club Deportivo Málaga contra el Hércules que finalizó con el resultado de 9 a 2.
Tras quedar libre fichó por el Real Madrid por tres temporadas. Tras su primera temporada en el Real Madrid, el club le facilitó su cesión al Celta de Vigo, pero ante la negativa del jugador de abandonar el equipo y de querer cumplir las tres temporadas firmadas, el secretario técnico Juan Antonio Ipiña lo relegó a ver los partidos desde la grada. Las dos siguientes temporadas en el club madridista no apareció en el equipo. Tras quedar libre fichó por la Cultural Leonesa, donde fue el portero titular en la única temporada en la historia del club leonés en la máxima categoría.

## Clubes
| Club             | País   | Año       |
| ---------------- | ------ | --------- |
| Alicante CF      | España | ??-1944   |
| Elche CF         | España | 1944-1945 |
| Yeclano CF       | España | 1945-1946 |
| Hércules CF      | España | 1946-1952 |
| Real Madrid CF   | España | 1952-1955 |
| Cultural Leonesa | España | 1955-1958 |